# Theodor Yorck
Theodor Yorck (ou York en signature d'article, né le 13 mai 1830 à Breslau, mort le 1er janvier 1875 à Hambourg) est un membre fondateur de l'Association générale des travailleurs allemands (en allemand Allgemeiner Deutscher Arbeiterverein, abrégé en ADAV) qui deviendra plus tard le SPD.

## Biographie
Theodor Yorck est le fils d'un charpentier. Après l'école primaire, il apprend en 1844 la menuiserie. Ses voyages de compagnon (1849-1855) le conduisent dans toute l'Autriche et l'Allemagne. En 1855, il s'installe à Hambourg et en 1856 à Harburg, qui fait alors partie du royaume de Hanovre. Le 28 juin 1867, il épouse à Breslau Hélène Graaß et ils auront deux enfants. À la suite d'un accident du travail, il est blessé à la jambe et devient boiteux.
Theodor Yorck est une figure du mouvement ouvrier de Hambourg. Le Deutscher Nationalverein lui permet de se rendre à l'Exposition universelle de 1862 à Londres.
En 1863, en réponse à la lettre ouverte de Ferdinand Lassalle, il fonde un syndicat à Hambourg. Il assiste au congrès fondateur de l'Association générale des travailleurs allemands à Leipzig. Mais refusant la domination de Lassalle, il dépose un bulletin blanc. Néanmoins Yorck est élu au conseil d'administration de l'ADAV, auquel il appartient jusqu'en 1869. En 1867, il fait connaissance avec Jacob Audorf (de) et des écrits de Wilhelm Weitling. Lors des élections de 1867, il reçoit 1 287 voix, soit cinq de plus que le maire libéral August Grumbrecht (de). En 1868, après un congrès syndical à Berlin, le comportement de Johann Baptist von Schweitzer amène August Bebel et Wilhelm Liebknecht à créer le Parti ouvrier social-démocrate (SDAP) auquel s'associent August Geib (de), Samuel Spier (de), Wilhelm Bracke. Yorck veut alors exercer une influence dans l'organe de presse Der Volksstaat, ce qui le met en conflit avec Adolf Hepner (de) qui démissionne de la rédaction.
En 1871, la famille déménage à Hambourg. À l'automne 1873, il souffre gravement d'une maladie des reins, le forçant à arrêter ses activités militantes. Pourtant en octobre 1874, il participe aux discussions entre l'ADAV et le SDAP en vue de leur union.
Lors de son enterrement en janvier 1875, huit mille personnes sont présentes au cimetière de l'église Saint-Michel de Hambourg.